# Daniel Fellner (Politiker)
Daniel Fellner (* 19. Jänner 1977 in Wolfsberg, Kärnten) ist ein österreichischer Politiker (SPÖ). Seit 12. April 2018 ist er Landesrat in der Kärntner Landesregierung Kaiser II.

## Leben
Fellner absolvierte nach der Volks- und Hauptschule in St. Andrä die Höhere Technische Lehranstalt für Betriebstechnik in Wolfsberg, wo er 1997 maturierte. 1996 absolvierte er den Präsenzdienst. Er begann 2013 das Studium Politische Kommunikation an der Donau-Universität Krems, schloss dieses aber nicht ab. Des Weiteren studierte er Psychologie und Geschichte an der Universität Klagenfurt. Über etwaige Abschlüsse liegen keine Belege vor.
Er arbeitete als Notfallsanitäter und später als Leitstellenleiter beim Roten Kreuz in Kärnten und absolvierte die von Peter Kaiser initiierte SPÖ-Nachwuchsakademie des Renner-Instituts. Ab September 2011 war er Landesgeschäftsführer der SPÖ Kärnten. Außerdem war er ab der Gemeinderatswahl 2015 bis zur Angelobung als Landesrat im April 2018 erster Vizebürgermeister in St. Andrä im Lavanttal, Stadtrat für Finanzen, Wirtschaft, Stadt- und Gemeindeentwicklung sowie Geschäftsführer der Infrastrukturgesellschaft St. Andrä Ges.m.b.H.
In der Landesregierung Kaiser II war er für die Bereiche Gemeinden, Raumordnung, Orts- und Regionalentwicklung, Feuerwehrwesen, Katastrophenschutz und Wasserwirtschaft zuständig. Als Landesgeschäftsführer folgte ihm Andreas Sucher nach. Seit Oktober 2018 ist er SPÖ-Vorsitzender im Bezirk Wolfsberg, im März 2022 wurde er in dieser Funktion bestätigt.
Im Juli 2022 wurde er beim Landesparteivorstand der SPÖ Kärnten zum Stellvertreter des Landesparteivorsitzenden Peter Kaiser gewählt. In der Landesregierung Kaiser III erhielt er im April 2023 zusätzlich zu den bisherigen Agenden das Bildungs- und Kindergartenreferat.

## Privates
Fellner ist verheiratet und Vater dreier Kinder. Er war Mitglied der A-cappella-Band „voiceBerg“.